# La casa degli spiriti e altri racconti
La casa degli spiriti e altri racconti (Even More Tales to Give You Goosebumps) è la settima raccolta di racconti brevi appartenente della serie horror per ragazzi Piccoli brividi, scritta da R. L. Stine. Insieme alla raccolta era allegato un blocchetto contenente 24 cartoline ritraenti le copertine di altri romanzi della serie.

## Struttura
Questa raccolta è costituita da dieci racconti brevi.

### La casa degli spiriti (The Haunted House Game)
Jonathan, i suoi fratellini Noah e Annie e la sua amica Nadine giocano al gioco da tavolo "La casa degli spiriti" in cui ogni loro mossa si avvera dopo aver lanciato i dadi e mosso le loro pedine sulle caselle. Quando per esempio giungono sulla casella LE LUCI SI SPENGONO tutto diventa buio e così via. Improvvisamente, quando giungono alla casella SPAVENTATO A MORTE Jonathan si ritrova fuori dalla porta di casa sua, con un giornale ingiallito del 1942 tra le mani che ha come notizia d'apertura la morte di quattro ragazzi nella casa degli spiriti. Per cinquant'anni i quattro infestavano quella casa e, per passare il tempo, giocavano a "La casa degli spiriti".

### Lo stanzino di gesso (The Chalk Closet)
Travis Johnson viene costretto a seguire un corso di recupero a scuola per essere stato bocciato. Nella classe dell'inquietante professor Grimsley, però, chiunque prenda "insufficiente" viene punito dall'insegnante e mandato nello "stanzino di gesso". Le prime tre vittime sono Dooley Atwater, Marty Blank e Janice Humphries (amica di Travis) e il protagonista cerca in ogni modo di non rimediare "insufficiente" fino al giorno del compito di matematica dove tutti rimediano un buon voto tranne lui. Nell'indifferenza generale dei suoi coetanei, il ragazzo viene rinchiuso nello stanzino di gesso: qui vede Dooley, Marty e Janice, trasparenti e quasi simili a fantasmi, con le mani alle orecchie. Non appena si chiede il perché di questo gesto anche Travis è costretto a farlo, perché nella stanza c'è il rumore terrificante dello stridore del gesso che scricchiola sulla lavagna.

### La vendetta del ragno (Home Sweet Home)
Sharon adora fare dispetti alla sorellina Alice, appassionata di bambole, ma decide di accompagnarla alla svendita di cianfrusaglie della signora Forster, una vecchia e lugubre donna considerata da tutti una strega. Sharon rompe per errore una delle tazze della Forster, avendo visto un ragno su di essa (la ragazza ha infatti il terrore dei ragni), e scappa assieme a sua sorella. Il giorno dopo un ragno con una striscia bianca nel mezzo (come i capelli della signora Forster) la insegue e Sharon se lo ritrova, giunta a casa, nei capelli, finché sente la voce gracchiante della Forster: era lei il ragno. Con un incantesimo, Sharon viene miniaturizzata e finisce per diventare la bambola della casetta di Alice, subendo gli stessi dispetti che lei riserva alle bambole della sorellina.

### Non svegliate la mummia (Don't Wake Mummy)
Viene consegnato a casa di Jeff un sarcofago contenente una mummia, visto che suo padre lavora in un museo. La sorella di Jeff, Kim, cerca di spaventarlo in tutti i modi riguardo al fatto che la mummia sia viva, così Jeff riesce a procurarsi da un negozio di misticismo una polvere egizia per fermare il risveglio della mummia. Quella stessa notte Jeff vede la mummia ma, per la paura, perde la polvere e l'inaspettato intervento dei suoi genitori mette in fuga la mummia, che viene chiusa nello scantinato dal ragazzo. In quel momento suo padre rivela che effettivamente la mummia dava spesso dei problemi ai suoi colleghi ma non ne era veramente sicuro. A questo punto si scopre che la mummia era in realtà Kim travestita, accorgendosi però di essere rimasta chiusa in cantina. Quando poi la ragazza decide di passare la notte là vede che il sarcofago è aperto e sente dei rumori nel buio...

### Ti faccio la spia! (I'm Telling!)
Adam sta giocando nel bosco con la sua pistola ad acqua e nota un'antica fontana con un doccione a forma di mostro da cui, anziché acqua, fuoriesce una strana sostanza melmosa. Il ragazzo carica la sua pistola con questa sostanza e scopre, colpendo un albero con un getto della sua pistola, che è in grado di tramutare ciò che tocca in pietra. Viene raggiunto dalla sorellina Missy e, poiché questa lo stava minacciando di fare la spia a sua madre per non aver completato il suo compito di educazione artistica, la colpisce col getto della sostanza, trasformandola in pietra. In preda al panico, cerca di tornare a casa con la sorellina pietrificata ma viene fermato dall'insegnante di educazione artistica, la professoressa Parker, che lo invita a portare la sua statua al concorso. Adam vince la gara e, successivamente, riporta sua sorella nel bosco e scopre che il doccione mostruoso è sparito. Anzi, ha preso vita e sta cercando di attaccarlo dall'alto! Adam, però, riesce a pietrificarlo con la sua pistola e anche a riportare sua sorella come prima. Missy però continua a minacciare Adam di fare la spia e il fratello, ormai stufo, le punta nuovamente la pistola contro e la pietrifica.

### Cambio strambo (Change for Strange)
Jane Meyers viene convinta dalla sua migliore amica Lizzy Gardner ad entrare nel "Cambio Strambo", un bizzarro negozio con articoli fuori dal comune. Jane compra una giacca di pelle di serpente rossa e, una volta indossata, si trasforma in un serpente! Si reca a casa Gardner per cercare aiuto ma Lizzy e suo fratello Ivan la considerano solo un serpente; Ivan, però, nota una cerniera sul petto di Jane e la apre, ritrasformandola in umana. Il giorno dopo Jane, desiderosa di diventare la migliore saltatrice del mondo, si compra dal negozio "Cambio Strambo" delle pantofole di coniglio e si trasforma.

### Il collegio perfetto (The Perfect School)
Brian O'Connor è un ragazzo indisciplinato e svogliato e per questo i suoi genitori lo mandano al "Collegio Perfetto", una scuola che garantisce di restituire alle famiglie i propri figli come ragazzi modello. Brian fa la conoscenza di C.J. e i due scoprono che in tale scuola non è consentito loro fare nulla se non sotto la supervisione dei Guardiani. Brian sente strane voci provenire dalle parenti che gli dicono di andarsene finché in tempo e il ragazzo scopre che il direttore e i Guardiani stanno analizzando i ragazzi scoprendone tutti i particolari sulla loro vita e abitudini, oltre che venire assegnato loro un numero (quello di Brian è il 116). Brian cerca di fuggire ma viene tradito da C.J., che si rivela essere colluso coi Guardiani, e scopre che il "Collegio Perfetto" trattiene i ragazzi e manda invece a casa dei robot somiglianti a loro in tutto e per tutto. Nonostante questo, però, Brian riesce a fuggire senza farsi notare.

### Uccelli (For the Birds)
Kim Peterson si reca con la sua famiglia alla locanda "Rifugio degli Uccelli", una vecchia struttura che sembra una specie di santuario per gli uccelli, in occasione dell'anniversario di matrimonio dei suoi genitori. I suoi fratelli Andy e Ben e i suoi genitori, inoltre, sono ossessionati dagli uccelli e amanti del birdwatching. Il gestore della locanda, il signor Colomba, è un uomo inquietante che nota subito il disprezzo che Kim dimostra verso gli uccelli. Nella locanda, oltre ai Peterson, pare non esserci nessuno, e mentre Kim sta girando per il locale si siede su una poltrona nel salotto, venendo punta da un paio di forbici che Colomba stava cercando. Questi, credendo che qualcuno dei Peterson le avesse prese, dice a Kim che se vuole vendicarsi della sua famiglia potrà farlo il giorno dopo, nel labirinto del Tordo Beffeggiatore. Quella stessa notte Kim guarda fuori dalla finestra della sua camera e vede un inusuale stormo di uccelli che sembra volerle dire qualcosa. La mattina dopo Kim e la sua famiglia entrano nel labirinto e notano qualcosa di strano: una siepe con cinque figure a loro somiglianti. Successivamente, i cinque percorrono il labirinto, circondati da uno stormo cinguettante di vari uccelli, che sembrano voler dire loro qualcosa (com'era successo la notte precedente a Kim), ritrovandosi poi intrappolati in una gigantesca voliera e vengono raggiunti da Colomba che, con un sorriso inquietante, utilizza quel paio di forbici (che si rivelano essere magiche) per trasformare i signori Peterson in due piccioni e Andy e Ben in due tordi. Rivolgendosi poi ad una terrorizzata Kim, volendo che fosse felice perché detestava la sua famiglia per questa loro ossessione per gli uccelli, Colomba usa le forbici magiche per trasformarla in un gatto.

### Alieni in giardino (Aliens in the Garden)
Durante una tempesta, Kurt vede una nave spaziale atterrare nel suo giardino dopo esser stata colpita da un fulmine. Egli va ad indagare ma viene fermato da Flip, un bulletto locale, che guarda l'astronave e pensa che sia un giocattolo. Prima che Flip possa fare danni, un raggio di luce blu lo colpisce, mettendolo in fuga. Kurt è scioccato nel vedere tre piccoli esserini in tuta spaziale in piedi davanti a lui, tentando di comunicare con loro inutilmente, dato che la sua voce è troppo forte e sembra far loro del male. Più tardi, arriva la sua amica, Jenna, ed è scioccata di apprendere della scoperta di Kurt. In poco tempo, Flip ritorna con suo cugino Drake, in cerca di vendetta. Kurt e Jenna proteggono gli esserini, permettendo loro di tornare a casa. Dopo questo, Kurt scopre un pezzo della tuta spaziale di uno dei piccoli visitatori, e su di esso c'è uno strano simbolo: la bandiera degli Stati Uniti d'America. Jenna e Kurt si chiedono cosa potrebbe significare, facendo dunque intendere che sono loro i veri alieni, mentre gli esserini erano in realtà degli esseri umani. Tuttavia, poco dopo, i due decidono di andare a prendere un gelato, sorvolando su quant'è successo precedentemente.

### L'impronta del destino (The Thumbprint of Doom)
Trisha, Jeremy e suo cugino Harold, un ragazzo superstizioso e fifone, incontrano per caso una strana ragazza di nome Carla, anch'ella ossessionata dalla superstizione e dal destino. Ella parla loro dell'"Impronta del destino" che, se applicata sulla fronte, causa terribili sciagure al povero malcapitato. Poiché Carla sta annoiando Trisha e Jeremy con le sue manie superstiziose, nei giorni successivi, i due decidono di farle uno scherzo con la compartecipazione di Madame Wanda, una chiromante locale. Lo scherzo fallisce quando Carla, dopo la seduta, rivela ai tre di avere dei poteri soprannaturali. Trisha, Jeremy e Harold fuggono e si scopre che Carla aveva mentito e che in realtà Madame Wanda è sua madre.

## Adattamenti
Di questa raccolta due di questi racconti, Non svegliate la mummia e Il collegio perfetto, sono stati adattati in due episodi della terza stagione della serie Piccoli brividi, nonostante presentino numerose differenze rispetto alle versioni cartacee. La signora Forster, antagonista nel racconto La vendetta del ragno, e il doccione a forma di gargoyle de Ti faccio la spia!, sono apparsi come antagonisti nel videogioco per pc della serie uscito nel 2015.

## Edizioni
- R. L. Stine, La casa degli spiriti e altri racconti, traduzione di Maurizio Rebaudengo, collana Piccoli brividi, Arnoldo Mondadori Editore, 1999,  p. 112, ISBN 88-04-46675-8.